# سوزانا باول
سوزانا باول (بالإنجليزية: Suzanne Paul)‏ هي مقدمة تلفزيونية نيوزيلندية، ولدت في 1950.